# Farol de Pedra de Lume
Der Farol de Pedra de Lume (deutsch Leuchtturm von Pedra de Lume, englisch Lighthouse of Pedra de Lume) ist ein Leuchtturm an der Ostküste der Insel Sal im Norden des atlantischen Inselstaates Kap Verde. Das Gebäude ist zugleich eine kleine Kapelle.

## Architektur
Das Gebäude ist ein einfacher, weiß gestrichener Steinbau, etwa 5 km entfernt von Espargos. Es steht ca. 8 m über dem Meeresspiegel. Die Feuerhöhe ist 13 m. Das Licht hat eine Reichweite von einer Seemeile. Die Charakteristik ist: Fl R.